# Stickelfrö
Stickelfrö (Lappula deflexa) är en växtart i familjen strävbladiga växter.